# Oběť (film, 1961)
Oběť (v originále Victim) je britský hraný film z roku 1961, který režíroval Basil Dearden. Film zachycuje situaci homosexuálů v době platnosti zákona o trestajícího stejnopohlavní sexuální styky. Gaye však nezobrazuje v negativním světle, ale nahlíží na ně jako na oběti vyděračů.

## Děj
Policie pátrá po Jacku Barrettovi, který ve firmě zpronevěřil peníze. Jack hledá pomoc u svých známých, ale nikde nepochodí a je policií zatčen. Inspektor Harris dojde při výslechu k názoru, že Barrett je homosexuál, který se stal obětí vyděrače. Ten však odmítá vypovídat a v cele se oběsí. O jeho smrti se dozví Melville Farr, úspěšný právník, který se má zanedlouho stát poradcem královny. Melville, ač ženatý, se s Jackem stýkal a po jeho smrti má špatné svědomí, že mu odmítl pomoct. Když se setká s jeho kamarádem Eddym Stonem, požádá ho, aby mu pomohl při pátrání po vyděrači. Zjistí, že i další lidé byli vydíráni, mezi nimi i známý herec Calloway a dokonce i Farrův kolega lord Fullbrook. Ti mu však odmítají pomoct a raději zaplatí, aby při případném procesu neutrpěla jejich kariéra. Melvillova manželka Laura, která o Melvillových sklonech ví již od svatby, se dovtípí, že Melville Jacka miloval. Melville žádá Lauru, aby od něj odešla, aby nebyla zatažena do aféry. Melville se spojí s dalším vydíraným, aby kontaktoval vyděrače. Nabízí peníze za negativ, kterým byl vydírán Jack. Poté zajde na policii, na vyděrače je připravena past a jsou zatčeni. Melville ví, že po nastalém soudním procesu přijde o kariéru, ale doufá, že upozorní na nespravedlivost zákona. Laura je rozhodnutá stát i nadále při svém muži.

## Obsazení
| Dirk Bogarde       | Melville Farr    |
| Sylvia Syms        | Laura Farr       |
| Dennis Price       | Calloway         |
| Nigel Stock        | Phip             |
| Peter McEnery      | Jack Barrett     |
| Donald Churchill   | Eddy Stone       |
| Anthony Nicholls   | lord Fullbrook   |
| Hilton Edwards     | P.H.             |
| Norman Bird        | Harold Doe       |
| Derren Nesbitt     | Sandy Youth      |
| Alan MacNaughtan   | Scott Hankin     |
| Noel Howlett       | Patterson        |
| Charles Lloyd-Pack | Henry            |
| John Barrie        | inspektor Harris |
| John Cairney       | seržant Bridie   |
| David Evans        | Mickey           |
| Peter Copley       | Paul Mandrake    |
| Frank Pettitt      | barman           |
| Mavis Villiers     | Madge            |
| Margaret Diamond   | slečna Benhamová |
| Alan Howard        | Frank            |
| Dawn Beret         | Sylvie           |